# Kościół św. Floriana w Jesionowie
Kościół św. Floriana w Jesionowie – katolicki kościół filialny zlokalizowany we wsi Jesionowo w gminie Przelewice, w powiecie pyrzyckim (województwo zachodniopomorskie). Należy do parafii Chrystusa Króla w Jesionowie.

## Historia i architektura
Kościół został wzniesiony w XIII wieku. Murowany z granitowej kostki, jest budowlą salową, rozplanowaną na rzucie prostokąta. W 2. połowie wieku XIX kościół przeszedł gruntowną przebudowę, jej zakończenie upamiętnia data 1872, umieszczona na szczycie ściany wschodniej. W trakcie przebudowy od strony zachodniej dostawiono czworoboczną wieżę dzwonną. Wymurowano także istniejące dzisiaj okna w ścianach bocznych, po trzy z obydwu stron. Z pierwotnego układu świątyni pozostał jedynie ostrołukowy portal w ścianie południowej. Na wieży zawieszone są dzwony z 1499 i 1928 roku. Wewnątrz świątyni zachowała się empora organowa z 2. połowy XIX wieku oraz polichromie na stropie z przedstawieniami Baranka Bożego, Ducha Świętego pod postacią gołębicy oraz Oka Opatrzności. W ścianie wschodniej umieszczona jest nisza, ozdobiona iluzjonistycznym malowidłem przedstawiającym neobarokowy ołtarz.
Przed 1945 rokiem świątynia była kościołem protestanckim. Po II wojnie światowej, z uwagi na istnienie już wcześniej we wsi katolickiego kościoła, budowla przez wiele lat nie była użytkowana. Odrestaurowana została dopiero na przełomie lat 80. i 90. XX wieku, prace renowatorskie przy malowidłach ściennych przeprowadził w latach 1985–1993 Michał Lipka. Kościół został poświęcony w 2003 roku.
Wokół kościoła znajduje się teren dawnego cmentarza, otoczony kamiennym murem.